# Centro de Recuperación de Minusválidos Físicos de Lardero
El Centro de Recuperación de Personas con Discapacidad Física (CRMF) de Lardero es un Centro de Recuperación de Personas con Discapacidad Física situado en la localidad de Lardero, un municipio de La Rioja, España, ubicado a cuatro kilómetros al sur de Logroño. 

## Acceso
Pueden solicitar el ingreso, en régimen de internado o de media pensión, las personas discapacitadas que reúnan los siguientes requisitos:
- Contar con un certificado de discapacidad física y/o sensorial en un porcentaje igual o superior al 33%.
- No padecer enfermedad infecto-contagiosa ni necesitar atención de forma continuada en instituciones sanitarias.
- No padecer trastornos mentales o alteraciones psíquicas que puedan alterar la normal convivencia en el Centro.
- Tener cumplidos dieciséis años y no exceder la edad de jubilación forzosa. (Excepcionalmente pueden ser admitidas personas discapacitadas físicas y/o sensoriales a partir de catorce años.)
- Mostrar posibilidades razonables de rehabilitación y recuperación a juicio del equipo de valoración.
- Poseer la capacidad, la actitud y el nivel de conocimientos educativos necesario para cursar la formación que se desee llevar a cabo.

Las solicitudes de ingreso se pueden realizar en los Centros Base o sus equivalentes (los Centros dónde se expiden los certificados de discapacidad) y también en el propio CRMF de Lardero.
La incorporación al CRMF de Lardero es continúa: debido a que los programas individuales de recuperación (PIR) que ofrece el Centro a sus usuarios son programas personalizados, el solicitante admitido puede ingresar en ellos en cualquier momento del año y no solo al comienzo del curso académico.
Un CRMF no es una residencia de por vida, sino un centro de estancia temporal. La permanencia de cada usuario en el Centro es variable (puede ser de algunos meses o algunos años) y está condicionada a que éste cumpla con las normas del Centro y aproveche el programa formativo –y, en su caso, de rehabilitación médico-funcional o psicosocial–, que tiene asignado. 

## Servicios
El CRMF de Lardero ofrece a sus usuarios los siguientes servicios, todos ellos gratuitos:
Servicios básicos:
- Servicio de Residencia
- Servicio de Formación
- Servicio Médico-funcional
- Servicio Psicosocial
- Servicio de Empleo
- Unidad de Autonomía Personal y Ayudas Técnicas

Servicios complementarios:
- Actividades de ocio y tiempo libre
- Preparación para la obtención del carné de conducir

### Servicio de Residencia
El ingreso en el Centro puede ser en régimen de internado o de media pensión. El Servicio de Residencia cuenta con unas 90 plazas para internos. Normalmente el usuario en régimen de internado comparte habitación con otro compañero o compañera. El CRMF cuenta además con Cafetería, Comedor, Biblioteca, Salas de TV, Polideportivo y Sala de conferencias. 
Por lo demás, dentro del propio Centro hay también un piso adaptado en el que se desarrollan programas de autonomía personal.

### Servicio de Formación
El Servicio de Formación ofrece los siguientes cursos:
- Nivelación cultural (orientado a mejorar la base cultural de los alumnos y, en su caso, facilitar la obtención del Graduado ESO)
- Imagen y Sonido
- Electricidad y Mantenimiento
- Telefonista, recepcionista y marketing telefónico
- Autoedición y Diseño Gráfico
- Diseño y Sistemas multimedia
- Técnico en Redes e Internet
- Informática básica
- Auxiliar de comercio y mantenimiento informático
- Informática avanzada
- Arte Floral

El CRMF cuenta asimismo con dos cursos que no dependen del Servicio de Formación:
- Capacitación para la autonomía personal y habilidades laborales (orientado a la rehabilitación del daño cerebral sobrevenido no progresivo)
- Integración ocupacional-laboral

### Servicio Médico-Funcional
Este Servicio lo componen un Médico y los Departamentos de Enfermería, Fisioterapia, Terapia ocupacional y Logopedia.

### Servicio Psicosocial
Este Servicio lo componen un Departamento psicológico y un Departamento de trabajo social.

### Servicio de Empleo
No solo presta un servicio de intermediación laboral a los usuarios del Centro, sino también a las personas con discapacidad en general, así como a las empresas que demanden asesoramiento o busquen contratar a trabajadores con discapacidad.

### Unidad de Autonomía Personal y Ayudas Técnicas
Se trata de la delegación del Centro Estatal de Autonomía Personal y Ayudas Técnicas (CEAPAT) en el CRMF de Lardero. Trabaja en actuaciones relacionadas con el asesoramiento en materia de accesibilidad y ayudas técnicas. Al igual que el Servicio de Empleo, no solo presta atención a los usuarios del Centro sino que está abierto a la comunidad en general.